# 대니딕
대니딕(DNYDK, 본명: 김동윤, 1999년 1월 26일 ~ )은 대한민국의 힙합/알앤비 음악가이다.

## 음반

### 싱글
- 2019년 《LVRSZ 2 LOVER'SIGHT》 - takearide.
- 2020년 《WASHED AWAY》
- 2021년 《PASS SEAT》
- 2023년 《MOONWALK!》
- 2023년 《DIRTY LEMON》
- 2023년 《It's DIRTY LEMON.》
- 2024년 《Into The Space》
- 2024년 《RingDingDong》
- 2024년 《O3 (Al Mismo Tiempo)》

### EP
- 2020년 《LOVERS EYES》
- 2021년 《파도는 부서지길 두려워하지 않는다》
- 2024년 《SUMMER TAPE》

### 컴필레이션
- 2021년 《LVRSZ.COM》

### 피처링
- 2021년 mermerme (멀멀미) - "smile"
- 2021년 mermerme (멀멀미) - "fffffstein"
- 2021년 스카이워커 - "LVRSZ assemble"
- 2021년 스카이워커 - "대일밴드 Remix"
- 2021년 Endoff - "Home (feat. DNYDK, Aren Park)"
- 2022년 MUL (뮬) - "MOTTO CYCLE"
- 2022년 Endoff - "섬"
- 2022년 의민 - "MORE"
- 2022년 bemyfrnd - "The Curtain"
- 2022년 bemyfrnd - "Supernatural (feat. Wildberry, DNYDK)"
- 2022년 피카쥬니 - "LATA (feat.DNYDK)"
- 2022년 YERIN - "Want It (feat.DNYDK)"
- 2023년 LAVEEN - "God Save Me"
- 2023년 인디고에이드 (INDEGO AID) - "ALARM"
- 2023년 JOPH - "Your News (feat.DNYDK)"
- 2024년 DRbug - "BLUESCREEN (feat.DNYDK)"

### 믹스테이프
- 2018년 《LVRSZ 2 LOVER'SIGHT》
- 2019년 《rosei tape》
- 2022년 《Gosh, You Wanna Play Me?》

## 방송
- 랩컵 (2024) - Ep.12 생방송 4강 결선 무대 <K P - I Believe In Me (feat. QM, DNYDK)>